# Tlos
Tlos (grekiska Τλῶς) är en antik stad i Lykien på Mindre Asiens södra medelhavskust, vid floden Xanthos. Staden tillhörde det lykiska förbundet. Den förstördes eller förföll under Alexander den store, men uppblomstrade åter på romartiden. Det är från romersk tid som de ruiner som finns kvar i dag härrör.